# Sweetwater County
Sweetwater County är ett administrativt område i södra Wyoming i USA, med 43 806 invånare. Den administrativa huvudorten (county seat) är Green River och den största staden är Rock Springs.

## Historia
Många av de tidigaste nybyggarbosättningarna och gruvorna i området uppstod i samband med att den transamerikanska järnvägen byggdes genom området i slutet av 1860-talet.
Sweetwater County bildades 17 december 1867 i det dåvarande Dakotaterritoriet, genom avdelning av den västra delen av Laramie County. Ursprungligen kallades countyt Carter County efter domaren W.A. Carter från Fort Bridger. När Wyomingterritoriet bildats 1869 ändrade den nya territoriallegislaturen countyts namn till Sweetwater County, efter Sweetwater River, som då låg i countyt. Floden ligger efter senare gränsförändringar idag istället i Fremont County och Natrona County. 
Samma år, 1869, avdelades Uinta County från Sweetwater County och 1875 bildades Pease County (dagens Johnson County) delvis ur Sweetwater County. Countyt delades åter 1884 vid bildandet av Fremont County och 1886 vid bildandet av Carbon County. Sedan dess har countyt sina huvudsakliga nuvarande gränser, med undantag för mindre gränsjusteringar 1909, 1911 och 1951.
Huvudorten i countyt var gruvstaden South Pass City från 1867 till 1873, men 1873 flyttades countyts administration till Green River efter att den transamerikanska järnvägen dragits längs en sydligare rutt än de befintliga nybyggarlederna. South Pass City är idag till större delen en spökstad, med endast ett fåtal invånare, medan Green River fortfarande är countyts huvudort och näst största stad.

## Geografi
Enligt United States Census Bureau har countyt en total area på 27 172 km². 27 001 km² av den arean är land och 171 km² är vatten. 

### Angränsande countyn
- Fremont County - nord
- Carbon County - öst
- Moffat County, Colorado - syd
- Daggett County, Utah - sydväst
- Summit County, Utah - väst-sydväst
- Uinta County, Wyoming - sydväst
- Lincoln County - väst
- Sublette County, Wyoming - nordväst

## Orter
Invånarantal vid 2010 års folkräkning anges inom parentes.

### Städer (Cities)
Orter med över 4 000 invånare och kommunalt självstyre.
- Green River (12 515), huvudort
- Rock Springs (23 036)

### Småstäder (Towns)
Orter med under 4 000 invånare och kommunalt självstyre.
- Bairoil (106)
- Granger (139)
- Superior (336)
- Wamsutter (451)

### Census-designated places
Orter som saknar kommunalt självstyre.
- Arrowhead Springs (63)
- Clearview Acres (795)
- Eden (281)
- Farson (313)
- James Town (536)
- Little America (68)
- McKinnon (60)
- North Rock Springs (2 207)
- Purple Sage (535)
- Reliance (714)
- Table Rock (0)
- Washam (51)

### Övriga befolkade platser
- Blairtown
- Point of Rocks
- Sweeny Ranch

### Spökstäder
- Bryan
- Table Rock
- Winton